# Crucify My Love
«Crucify My Love» — песня японской метал-группы X Japan, выпущенная в качестве сингла 26 августа 1996 года.
Позже вошла в альбом Dahlia. Сторона «Б» сингла содержит концертную версию песни «Week End», записанную 31 декабря 1995 года на арене «Токио Доум».
Испанская готик-метал-группа Gothic Dolls создала кавер-версию песни для альбома 2008 года The Last Breath. «Crucify My Love» использовалась в телерекламе компании Nippon Oil, а также как закрывающая композиция телепрограммы Tonight 2 (яп. トゥナイト2) на TV Asahi.

## Коммерческий успех
Сингл достиг 2-го места в чарте Oricon и пребывал в нём 9 недель. Получил золотую сертификацию Японской ассоциации звукозаписывающих компаний.

## Список композиций
Автор всех композиций — Ёсики.
| №  | Название                       | Длительность |
| -- | ------------------------------ | ------------ |
| 1. | «Crucify My Love»              | 4:38         |
| 2. | «Week End» (концертная версия) | 6:15         |